# توم كيريغان
توم كيريغان (بالإنجليزية: Tom Kerrigan)‏ هو لاعب غولف أمريكي، ولد في 10 أكتوبر 1895 في كوينسي في الولايات المتحدة، وتوفي في 6 مايو 1964 في برونكسفيل في الولايات المتحدة.